# Ellipsidion quadripunctatum
Ellipsidion quadripunctatum är en kackerlacksart som först beskrevs av Johann Gottlieb Otto Tepper 1893.  Ellipsidion quadripunctatum ingår i släktet Ellipsidion och familjen småkackerlackor. Inga underarter finns listade i Catalogue of Life.